# Cicloexanotiol
Cicloexanotiol é o composto orgânico cíclico de fórmula C6H11SH, massa molecular 116,22. É classificado com o número CAS 1569-69-3. Apresenta ponto de ebulição 158-160 °C a 765 mmHg, densidade de 0,95 g/mL a 25 °C.